# Iuriivka, Cernihiv
Iuriivka (în ucraineană Юр'ївка) este un sat în comuna Mohnatîn din raionul Cernihiv, regiunea Cernihiv, Ucraina.

## Demografie
Componența lingvistică a localității Iuriivka
     Ucraineană (94,17%)
     Rusă (5,83%)
Conform recensământului din 2001, majoritatea populației localității Iuriivka era vorbitoare de ucraineană (94,17%), existând în minoritate și vorbitori de rusă (5,83%).